# Czosnowo (Sąpolno)
Czosnowo (kaszb. Czosnowò lub też Czosnowë, niem. Zossnow) – przysiółek wsi Sąpolno w Polsce, położony w województwie pomorskim, w powiecie człuchowskim, w gminie Przechlewo, przy trasie linii kolejowej Miastko-Człuchów (obecnie zawieszonej). Wchodzi w skład sołectwa Sąpolno.
W latach 1975–1998 przysiółek administracyjnie należał do województwa słupskiego.

## Z kart historii
Od 1772 r. Czosnowo pozostawało pod administracją zaboru pruskiego. Polityka agresywnej germanizacji doprowadziła w znacznej mierze do wynarodowienia miejscowych Kaszubów. Po I wojnie światowej Czosnowo stało się miejscowością graniczną po niemieckiej stronie granicy (granica polsko-niemiecka przebiegała wzdłuż wschodnich granic wsi).